# ヒューマン・ユニバーサル
ヒューマン・ユニバーサル、あるいはカルチュラル・ユニバーサル、普遍文化とは地球上の全ての文化に共通してみられる要素、パターン、特徴、習慣のことである。強い文化相対主義の立場を取る一部の人類学者、社会学者はこのような普遍性の存在を否定するか、重要性を軽視することがある点に留意が必要である。この普遍性が狭義の文化であるか、生物学的、遺伝的基盤があるかどうかは氏か育ちか論争の争点である。ジョージ・マードック、クロード・レヴィ＝ストロース、ドナルド・ブラウンも参照のこと。
これらの概念は時々、特定の文化の重要性やユニークさについて何も明らかにしていない「空っぽの普遍性」と呼ばれることがある。
現代的な行動のもっとも古い証拠は前期旧石器時代に発見されており、これらの普遍性の出現はそれ以前に遡ることができると考えられる。ブラウン（1991）は次のようにリストした。
- 言語と認知
  - 他者を操作するために用いられる言語
  - 誤解させるか騙すために用いられる言語
  - 言語は翻訳可能である
  - スピーチ、思考での抽象概念
  - 反意語、同意語
  - 論理的な概念：「and」「not」「対して」「同じく」「部分/全体」「一般/特別」
  - 二分法による認識
  - 連続性（認識のパターンとしての順序づけ）
  - 色彩用語：白、黒
  - 年齢、振る舞いの傾向、体の部位、色、動物、植物、精神状態、血縁、性、空間、道具、天候などの分類
  - 発言・思考・行動の食い違い
  - 比喩的な発言、メタファー
  - 記号、記号的な発言
  - 共感的なメタファー
  - タブー語
  - 冗談
  - 特別な場面のための特別なスピーチ
  - 熟練した言語の使用による名声：たとえば詩
  - 計画
  - 時間の単位
- 社会
  - 個人名
  - 家族、家庭
  - 血縁集団
  - 血縁と無関係な仲間集団
  - 自制された行動と自制されていない行動の区別
  - 愛情表現、愛情を感じること
  - 年齢階層
  - 年齢による地位
  - 年齢の期間：子ども、青年など
  - 法：権利と義務、共同体のルール
  - 道徳感情
  - 約束、誓い
  - 評判、人気の差
  - 地位と役割
  - リーダーの存在
  - 事実上の寡頭指導制
  - 所有権
  - 連合、徒党を組む
  - 共同的なアイデンティティ
  - 対立、葛藤
  - 共同した労働
  - 性役割
  - 男性が公的、政治的な分野で支配的
  - 男性はより攻撃的で、致命的な暴力への傾倒、窃盗への傾倒が強い
  - 男性は共同した暴力により関係する
  - 男性は生涯を通じてより遠くまで移動する
  - 結婚
  - 平均的に妻よりも夫が年上
  - 性交は内密に行われる
  - 近親婚の回避、特に父娘間よりも母息子間の近親相姦はより強くタブー視される
  - 強姦
  - 殺人
  - 集団的な意思決定
  - 自集団中心主義
  - エチケット
  - 遺産相続のルール
  - 正しいこと、間違ったことの区別。良いこと、悪いことの区別
  - 寛大さ、賞賛、贈り物
  - 過ちの償いと制裁
  - 性的嫉妬
  - 恥
  - 縄張り意識
  - 三角関係の認識（自分自身と他の二人の間の関係の評価）
  - いくつかの暴力の公的な禁止（とりわけ殺人と強姦を特定の状況で禁止すること）
  - 訪問
  - 取引
- 神話、儀式、美学
  - 呪術的思考
  - 生命力を増大させたり愛を獲得できるまじないの使用
  - 死に関する信念
  - 病気に関する信念
  - 運、不運に関する信念
  - 占い
  - 天気をコントロールする試み
  - 夢判断
  - 信仰と物語
  - ことわざ、格言
  - 詩、修辞法
  - 治癒の試み、医術
  - 出産時の習慣
  - 通過的儀式
  - 音楽、リズム、踊り
  - 遊び
  - おもちゃ
  - 死の儀式、服喪
  - 宴会、祝宴
  - 身につける装飾品
  - ヘアスタイル
- 技術
  - 屋根
  - 火
  - 道具、道具の製作
  - 武器
  - 容器
  - 料理
  - てこ
  - 結ぶことができる素材：ひも、編み物など